# Lobularia libyca
Lobularia libyca é uma espécie de planta com flor pertencente à família Brassicaceae. 
A autoridade científica da espécie é (Viv.) Meisn., tendo sido publicada em Pl. Vasc. Gen. 2: 11 (1837).

## Etimologia
O epíteto específico libyca é uma referência à Líbia.

## Portugal
Trata-se de uma espécie presente no território português, nomeadamente no Arquipélago da Madeira.
Em termos de naturalidade é nativa da região atrás indicada.
No Arquipélago da Madeira ocorre em Ilha de Porto Santo. Não ocorre na Ilha da Madeira, nas Selvagens e nas Desertas.

## Protecção
Não se encontra protegida por legislação portuguesa ou da Comunidade Europeia.

## Sinónimos
Segundo a base de dados Tropicos possui os seguintes sinónimos:
- Alyssum libycum Coss.
- Farsetia libyca Spreng.
- Koniga libyca R. Br.
- Lunaria libyca Viv. (basiónimo)

Segundo a base de dados The Plant List possui os seguintes sinónimos:
- Alyssum canariense Delile ex Webb. & Berth.
- Alyssum draba Webb & Berthel.
- Alyssum libyca (Viv.) Coss.
- Draba nummularia Ehrenb. ex Webb & Berthel.
- Farsetia libyca (Viv.) Spreng.
- Koniga libyca (Viv.) R.Br.
- Lunaria libyca Viv.
- Octadenia lybica (Viv.) R.Br. ex Fisch. & C.A.Mey.

Segundo a Flora Ibérica possui os seguintes sinónimos:
Homotípicos
- Koniga libyca (Viv.) R. Br. in Denham & Clapperton
- Lunaria libyca Viv.
- Alyssum libycum (Viv.) Coss.

Heterotípicos
- Koniga maritima var. major Rouy